# José Gomes Temporão
José Gomes Temporão (Merufe, 20 de outubro de 1951) é um médico sanitarista, pesquisador da Fiocruz, membro da Academia Nacional de Medicina e político luso-brasileiro. Foi, durante os anos 70 e 80 um importante militante da reforma sanitária, que posteriormente se consolidou na criação do SUS (Sistema Único de Saúde). Temporão foi o ministro da Saúde mais longevo entre todo o período do PT na presidência (2003-2016), tendo uma passagem especialmente marcante pelo êxito no combate ao H1N1, pelas inúmeras campanhas vacinais de adesão nacional como a campanha contra a Rubéola, que bateu recordes históricos de vacinação, e pela primeira quebra de patentes da história do MS. Foi empossado em março de 2007 e sucedido em 1 de janeiro de 2011.   

## Biografia
José Gomes Temporão nasceu na freguesia de Merufe, na vila de Monção, no norte de Portugal, em 20 de outubro de 1951. Seus pais, Sara Gomes e José Temporão, emigraram para o Brasil quando ele tinha apenas um ano de idade, e fixaram-se no Rio de Janeiro.
Temporão se formou na Faculdade de Medicina da Universidade Federal do Rio de Janeiro (UFRJ) em 1977. Especializou-se em Doenças Tropicais na mesma Universidade. Fez mestrado em Saúde Pública na Escola Nacional de Saúde Pública da Fundação Oswaldo Cruz e doutorado em Medicina Social no Instituto de Medicina Social da Universidade do Estado do Rio de Janeiro (UERJ).
Ao se especializar em Doenças Infecciosas e Tropicais, teve o contato inicial com a área de Saúde Pública. Posteriormente, destacou-se ao participar do movimento sanitarista, que resultou na criação do Sistema Único de Saúde (SUS).
Temporão foi Ministro da Saúde (2007-2011) e Membro do Cancer Control Advisory Committee, da Organização Mundial da Saúde (OMS).
Pesquisador Titular da Fundação Oswaldo Cruz; Presidente do Instituto Nacional do Câncer (INCA) de 2003 a 2005; Secretário de Planejamento do INAMPS de 1985 a 1988; Subsecretário de Saúde do Estado do Rio de Janeiro em 1991; Presidente do Instituto Vital Brazil de 1992 a 1995; Assessor-chefe de planejamento da Secretaria de Educação do Estado do Rio de Janeiro em 1999; Subsecretário de Saúde do Município do Rio de Janeiro em 2001 e Presidente da Fundação para o Desenvolvimento Científico e Tecnológico em Saúde da Fiocruz (FIOTEC) de 2002 a 2003.
Foi também Membro do Conselho Regional de Medicina do Rio de Janeiro; Presidente do Centro Brasileiro de Estudos de Saúde (CEBES) e da Associação dos Laboratórios Farmacêuticos Oficiais do Brasil (ALFOB).
Durante sua gestão no INCA, foi implantado modelo de gestão participativa e compartilhada. Também foram desenvolvidos o Projeto de Humanização e o processo de Acreditação Hospitalar em todas as unidades assistenciais. Outros avanços foram a criação do Banco Nacional de Tumores e DNA, e do BrasilCord, além do lançamento da Campanha de Doação de Medula Óssea em todo o território nacional, que em apenas 1 ano duplicou o número de cadastramentos no Registro de Doadores de Medula Óssea (REDOME). Estimulou a colaboração com outras instituições como a Fundação Oswaldo Cruz, a Anvisa, a Escola Americana de Saúde Pública Johns Hopkins, a OMS, entre outras.
Tem experiência na área de Saúde Coletiva, com ênfase em Gestão e Planejamento Em Saúde, atuando principalmente nos seguintes temas: Sistema Único de Saúde (SUS), saúde, vacinas, tuberculose e medicamentos.
Antes de assumir a pasta de ministro de Estado da Saúde, constam cargos de gestão internacional e em todos os três níveis federativos, como secretário de Planejamento do INAMPS, presidente do Instituto Nacional do Câncer (INCA), presidente do Instituto Vital Brazil (IVB), Secretário de Atenção Especializada à Saúde (SAES) do MS, sub-secretário Estadual de Saúde do Rio de Janeiro, sub-secretário municipal de Saúde do Rio de Janeiro e Diretor Executivo do ISAGS (Instituto Sul-americano de Governo em Saúde)..
Seu pai é dono do Mosteiro, um dos mais conceituados restaurantes do centro do Rio de Janeiro.  

## Vacinação
José Gomes Temporão é reconhecido por ter sido um Ministro da Saúde que conduziu de maneira exitosa diversas campanhas nacionais de vacinação durante sua gestão (2007-2011). Temporão é um especialista na área, pesquisador titular da Fiocruz, defendeu seu Doutorado justamente sobre o tema: "O Complexo Industrial da Saúde:Público e Privado na Produção e Consumo de Vacinas no Brasil". Inclusive, nos anos 90 teve uma experiência importante na área, quando foi convidado pelo então governador do Rio de Janeiro, Leonel Brizola, para presidir o Instituto Vital Brazil (IVB), produtor de soros, medicamentos e vacinas para o setor público. Entre 2007 e 2011 conduziu campanhas de vacinação com alta adesão popular e midiática contra a Rubéola, o H1N1, Febre Amarela, Poliomielite e a campanha nacional de vacinação do Idoso.   

## Livros
- A propaganda de medicamentos e o mito da saúde, 1986.

## Políticas do Ministério

### Histórico
Entre 2003 e 2005 Temporão presidiu o INCA (Instituto Nacional do Câncer), instituição federal que passava por diversos problemas de gestão. Durante os 2 anos no comando da instituição, Temporão foi muito elogiado por ter resolvido questões centrais do INCA, políticas e administrativas, e chamou a atenção do Presidente Lula que, por sua vez, passava por problemas na pasta da Saúde em seu primeiro mandato. Pelo perfil técnico e pela passagem exitosa pelo INCA, Temporão foi conduzido ao MS em março de 2007, no início do segundo mandato de Lula, com o objetivo de blindar o ministério de disputas políticas. Entre 2007 e 2011, período de sua gestão, o Ministério da Saúde protagonizou diversas campanhas de vacinação de nível nacional, combateu a febre amarela, o H1N1, a dengue, protagonizou pela primeira vez na história a quebra de patentes, abriu debates fundamentais sobre a inclusão e atendimento a comunidade LGBT e impôs uma agenda extremamente positiva para a pasta. 

### Pandemia de H1N1
Em abril de 2009, o H1N1, um subtipo inédito de vírus influenza, que causam a gripe, foi identificado no México e nos Estados Unidos. Quatro meses depois, ele havia se disseminado para mais de 120 países e deixado dezenas de milhares de pessoas doentes. Temporão, que comandava a pasta da Saúde na época, foi responsável por uma das mais elogiadas, completas e rápidas campanhas de vacinação contra a então nova ameaça. Num movimento exatamente contrário ao negacionismo adotado pelo governo Bolsonaro na pandemia do novo Coronavírus - de protelação de medidas sanitárias e negação de compra de vacinas - o governo Lula, sob o comando de Temporão, fez do Brasil o país com maior número de vacinados no mundo contra a doença, tendo imunizado mais de 88 milhões de pessoas em apenas 3 meses, sendo reconhecido mundialmente como exemplo à época. 

### Licença compulsória de patentes
Temporão foi o primeiro Ministro da Saúde na história do Brasil a fazer uma 'quebra de patente', ou seja, licenciar compulsoriamente um medicamento patenteado utilizado pelo SUS (Sistema Único de Saúde). O EFAVIRENZ, utilizado no coquetel anti-HIV distribuído pelo governo federal, fabricado pelo laboratório MERCK SHARP & DOHME, foi licenciado compulsoriamente por Temporão ainda em 2007, quando o fabricante se recusou a vende-lo ao governo do Brasil por um valor semelhante ao negociado com países asiáticos.

### Comunidade LGBT
Durante a gestão de Temporão, ocorreram alguns avanços significativos no tratamento dado à comunidade LGBT pelo Ministério da Saúde.
Temporão lançou uma campanha de conscientização do risco de contágio do vírus HIV entre os membros da comunidade LGBT. Os pôsteres da campanha foram distribuídos em boates LGBT e organizações não-governamentais que defendem a criminalização da homofobia.
Também durante sua gestão foi assinada uma portaria permitindo que enfermeiros e médicos do SUS passassem a se dirigir à pacientes transexuais e travestis por seu nome de escolha ao invés do de registro. Durante a realização da 1ª Conferência Nacional LGBT, Temporão anunciou a assinatura de uma portaria autorizando a realização de cirurgia de mudança de sexo através do SUS. Entretanto, ainda não há previsão para a publicação do decreto no Diário Oficial da União. Anteriormente, a ministra Ellen Gracie, do Supremo Tribunal Federal, havia concluído que a União não teria a responsabilidade de fazer o pagamento de tais cirurgias.

### Febre amarela e dengue
Durante o início de 2008, Temporão enfrentou duas grandes crises epidêmicas que foram amplamente exploradas pela mídia, a da febre amarela, que foi muito mais midiática do que real, no interior de Goiás e a da dengue na cidade do Rio de Janeiro, respectivamente. Durante a epidemia da dengue, foi criticado por seu desafeto César Maia, ex-prefeito do Rio. Temporão, que já trabalhara com Maia na Prefeitura do Rio de Janeiro, afirmou que uma crise na qual várias pessoas morreram não era o momento mais adequado para troca de acusações mútuas.

### HIV/AIDS
Em 10 de outubro de 2008 foi noticiado que o Sistema Único de Saúde (SUS) está autorizado, a partir de 2009, a distribuir o medicamento Raltegravir, um anti-retroviral para pessoas portadoras de HIV que desenvolveram multirresistência aos tratamentos comuns. Essa será a 18ª droga incorporada para tratamento de portadores do vírus pelo SUS.

### Aborto
Durante sua gestão no ministério da Saúde, defendeu a posição de que o aborto é uma questão de saúde pública, e que quem deve discutir a descriminalização são as mulheres, através de plebiscito, e não os homens, o que causou indignação de setores mais conservadores da sociedade brasileira, como a Conferência Nacional dos Bispos do Brasil, e de sua própria mãe, descrita por ele como sendo uma católica muito devota.
Temporão argumentou que todos os países desenvolvidos do planeta já legalizaram total ou parcialmente o procedimento que interrompe a gestação, e sofreu forte retaliação dos setores conservadores do Congresso Nacional, que sustentam a ideia de que as mulheres que praticam o aborto são criminosas e precisam ser presas.